# Романеска

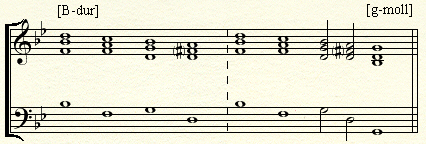
Романеска (гармоническая модель)

Романе́ска (Romanesca) — остинатная гармоническая модель, которая широко использовалась в светской музыке преимущественно Италии и Испании, а также в других европейских странах, во второй половине XVI и в XVII веках. Происходит, по-видимому, от названия жанра испанской или итальянской танцевальной музыки в трёхдольном метре. 

## Краткая характеристика
Термин впервые встречается в 1546 году в виуэльном сборнике испанского композитора Алонсо Мударры (Mudarra), где словом «романеска» названы вариации на чрезвычайно популярное в тогдашней Испании вильянсико Guárdame las vacas (также в сборниках инструментальной музыки Л. Нарваэса, А. де Кабесона и многих других). Словом «Romanescha» названа анонимная пьеса (табулатура) в сборнике П. Фалеза «Carminum pro testudine liber IV» («Музыка для струнных инструментов. Книга 4»), опубликованном в том же 1546 году. В Италии аналогичного рода композиции засвидетельствованы в сборниках лютневой и клавирной музыки Антонио ди Бекки (1568), Антонио Валенте (1576) и многих других старопечатных нотных сборниках, в рукописях Винченцо Галилея.

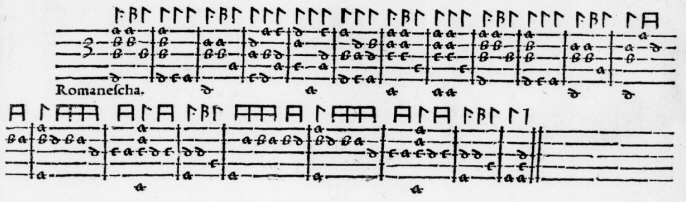
Древнейший образец романески, напечатанный (в виде табулатуры) в нотном сборнике П.Фалеза (1546)

На удобную и простую гармоническую модель романески писали различные мелодии, как, например, Bella citella de la magiorana, которую упоминает испанский теоретик музыки Франсиско Салинас. Кроме того (подобно многим другим гармоническим остинато), романеска использовалась как основа вариаций, где разрабатывалась мелодически и фактурно (как, например, в виольных ричеркарах из «Трактата о глосах» Д. Ортиса, 1553). Знаменитый пример романески — анонимная английская песня (конца XVI? века) «Зелёные рукава» (Greensleeves). В Италии XVII века романески (вокальные и клавирные пьесы в двухдольном метре и гомофонной фактуре) писали Джулио Каччини (и его дочь Франческа), Сиджизмондо д'Индия, Адриано Банкьери, Клаудио Монтеверди, Джироламо Фрескобальди и другие композиторы.
В эпоху позднего Возрождения и раннего барокко, характеризующуюся быстрым развитием тонального мышления, практиковались также другие остинатные модели на основе кварто-квинтовой логики сопряжения трезвучий, в том числе весьма близкие романеске, но под другими названиями. Современные музыковеды не называют любое кварто-квинтовое остинато в раннебарочной музыке «романеской», а рассматривают романеску лишь как один из гармонических стереотипов раннетональной гармонии.